# What's Wrong with Bill?
Albums de Ill Bill
Howie Made Me Do It
(2003) Ill Bill Is the Future Volume 2: I'm a Goon!
(2006)
What's Wrong With Bill? est le premier album studio d'Ill Bill, sorti le 2 mars 2004.
Une version instrumentale de l'album a été publiée en janvier 2005.

## Liste des titres
| No  | Titre                                                           | Contient un (des) sample(s) de                                          | Durée |
| --- | --------------------------------------------------------------- | ----------------------------------------------------------------------- | ----- |
| 1.  | What's Wrong?                                                   |                                                                         | 4:00  |
| 2.  | Overkill                                                        | Waiting Death de Claudio Simonetti, Massimo Morante et Fabio Pignatelli | 3:54  |
| 3.  | The Anatomy of a School Shooting                                | Hot Desert d'Auyeung Feifei                                             | 3:21  |
| 4.  | Glenwood Projects (featuring Goretex, Necro et Uncle Howie)     | Blinding Light Show/Moonchild de Triumph                                | 3:54  |
| 5.  | Peace Sells                                                     |                                                                         | 3:36  |
| 6.  | Unstoppable                                                     | Message From a Black Man de Don Julian and the Larks                    | 3:37  |
| 7.  | Death Smiles at Murder (featuring Mr. Hyde)                     |                                                                         | 3:00  |
| 8.  | Chasing the Dragon (featuring Necro)                            |                                                                         | 4:04  |
| 9.  | Alien Workshop                                                  |                                                                         | 3:09  |
| 10. | Canarsie Artie's Brigade (featuring Goretex, Necro et Q-Unique) |                                                                         | 3:20  |
| 11. | Porno Director (featuring Goretex et abac Red)                  |                                                                         | 4:27  |
| 12. | American History X                                              | Chi Ci Sarà Dopo Di Te de Fred Bongusto                                 | 4:12  |
| 13. | Uncle Zowie                                                     |                                                                         | 0:39  |
| 14. | Legend Has It                                                   | Jungle Jive de Budy Maglione, Roberto Donati et Fiamma Maglione         | 4:07  |
| 15. | The Final Scene                                                 |                                                                         | 3:07  |
| 16. | Chasing the Dragon (Moshpit Mix) (featuring Necro)              |                                                                         | 4:16  |